# Rodolfo Bigotti
Rodolfo Bigotti (Roma, 10 febbraio 1954) è un attore italiano.

## Biografia
Il giovane Bigotti fa la sua apparizione nel mondo del cinema a soli 16 anni, nel film L'etrusco uccide ancora di Armando Crispino, dove impersona la prima vittima di una lunga serie. Nel 1975 è in televisione nell'Orlando Furioso di Luca Ronconi. Dopo una certa gavetta nel campo della commedia erotica (La liceale, La liceale nella classe dei ripetenti), nel 1981 conquista il premio come miglior attore protagonista esordiente al Festival di Venezia, con il film Bosco d’amore, diretto da Alberto Bevilacqua su un soggetto tratto dalla quinta novella del Decamerone di Giovanni Boccaccio.
Prende parte al film Il leone del deserto (The Lion of the Desert) di Mustafa Akkad nel 1980 dove ricopre il ruolo di Ismail, eroe amato in Libia e nel resto del Nord Africa. Nel 1983 è nel cast di State buoni se potete di Luigi Magni nel ruolo ancora amato di "Cirifischio". Con l'avvento delle fiction, prende parte come protagonista e coprotagonista a film tv di successo come: E non se ne vogliono andare, E se poi se ne vanno di Giorgio Capitani, così come nelle prime due stagioni di Commesse (dove interpreta il marito di Sabrina Ferilli).
Nel 1991 partecipa al film Un cane sciolto e nel 1998 partecipa al telefilm Un medico in famiglia. Nel 2003 Gianni Lepre lo chiama per la seconda stagione di Sospetti, nel ruolo di antagonista, mentre nel 2004 fa parte del cast del film Con le unghie e con i denti come spalla dei protagonisti Manuela Arcuri e Antonio Giuliani.

## Vita privata
Sportivo, esperto di arti marziali, taijiquan, tennis e vela, si dedica anche alla scrittura pubblicando un romanzo breve, Amore e Mantra.

## Filmografia

### Cinema
- L'etrusco uccide ancora, regia di Armando Crispino (1972)
- Crescete e moltiplicatevi, regia di Giulio Petroni (1973)
- La liceale, regia di Michele Massimo Tarantini (1975)
- La liceale nella classe dei ripetenti, regia di Mariano Laurenti (1978)
- Così come sei, regia di Alberto Lattuada (1978)
- Dove vai in vacanza?, regia di Mauro Bolognini, Luciano Salce e Alberto Sordi (1978)
- Un uomo in ginocchio, regia di Damiano Damiani (1979)
- Bosco d'amore, regia di Alberto Bevilacqua (1981)
- Il leone del deserto (Lion of the Desert), regia di Mustapha Akkad (1981)
- Incontro nell'ultimo paradiso, regia di Umberto Lenzi (1982)
- State buoni se potete, regia di Luigi Magni (1984)
- Dance Music, regia di Vittorio De Sisti (1984)
- Giovanni Senzapensieri, regia di Marco Colli (1986)
- Sulla mia pelle, regia di Alessio Cremonini (2018)
- Burraco fatale, regia di Giuliana Gamba (2020)

### Televisione
- Orlando furioso - sceneggiato TV, episodi 1x3, 1x4, 1x5 (1975)
- Il ritorno di Simon Templar (Return of the Saint) - serie TV, episodio 1x23 (1979)
- La felicità - miniserie TV, regia di Vittorio De Sisti (1981)
- Quell’antico amore di Giansiro Ferrata e Elio Vittorini, miniserie TV in 5 episodi, regia di Anton Giulio Majano, trasmesso dal 13 dicembre 1981 al 10 gennaio 1982.
- Un inverno al mare - miniserie TV, regia di Anton Giulio Majano (1982)
- Tutti in palestra - miniserie TV, regia di Vittorio De Sisti (1987)
- E non se ne vogliono andare! - film TV, regia di Giorgio Capitani (1988)
- L'eterna giovinezza - film TV, regia di Vittorio De Sisti (1988)
- E se poi se ne vanno? - film TV, regia di Giorgio Capitani (1989)
- Un cane sciolto - film TV, regia di Giorgio Capitani (1990)
- La primavera di Michelangelo (A season of Giants) - film TV, regia di Jerry London (1991)
- Passioni - serie TV, regia di Fabrizio Costa (1993)
- Killer Rules - film TV, regia di Robert Ellis Miller (1993)
- Il maresciallo Rocca - serie TV, episodi 2x01, 5x02, regia di Giorgio Capitani (1998, 2005)
- Un medico in famiglia - serie TV, solo prima stagione
- Villa Ada - film TV, regia di Pier Francesco Pingitore (1999)
- Non lasciamoci più - serie TV, episodio 1x2, regia di Vittorio Sindoni (1999)
- Commesse - serie TV, regia di José Maria Sànchez (1999-2002)
- Sei forte, maestro - serie TV, regia di Ugo Fabrizio Giordani (2000-2001)
- Distretto di Polizia 2, regia di Antonello Grimaldi - serie TV, episodio 2x22 (2001)
- Ma il portiere non c'è mai? - miniserie TV, regia di Carlo Corbucci, Rossano Mancini e Giuseppe Moccia (2002)
- La palestra - film TV, regia di Pier Francesco Pingitore (2003)
- Sospetti 2 - serie TV, regia di Gianni Lepre (2003)
- Con le unghie e con i denti - film TV, regia di Pier Francesco Pingitore (2003)
- Il generale Dalla Chiesa - miniserie TV, regia di Giorgio Capitani (2007)
- Provaci ancora prof! - serie TV, regia di Rossella Izzo (2008)
- Una buona stagione - miniserie TV (2014)

## Libri
- Amore e mantra, Veant, 2006. ISBN 88-87-12508-2.